# Méndez Álvaro
Méndez Álvaro – stacja metra w Madrycie, na linii 6. Znajduje się w dzielnicy Arganzuela, w Madrycie i zlokalizowana jest pomiędzy stacjami Pacífico i Arganzuela-Planetario. Została otwarta 7 maja 1981.